# Концерт для скрипки с оркестром № 1 (Шостакович)
Концерт для скрипки с оркестром № 1 a-moll — произведение Дмитрия Шостаковича, соч. 77 (1947—1948). 

## История
Работа над концертом, как явствует из эскиза клавира, началась 21 июля 1947 года. Партитура была завершена 24 марта 1948 года. Тогда же, в 1948 году, Шостакович показал новое сочинение Д. Ойстраху, с которым его связывали долгие годы дружбы и творческого общения. И. Ойстрах вспоминает об этом показе: "Дмитрий Дмитриевич играл по партитуре с виртуозностью, которая производила сильное впечатление уже сама по себе (как он выигрывал в Scherzo всю фактуру, не пропуская ни единой ноты скрипичной партии, – до сих пор остается для меня секретом)..." 
Премьера концерта состоялась 29 октября 1955 года в Большом зале Ленинградской филармонии (Д. Ойстрах - скрипка, оркестр Ленинградской филармонии, дирижёр Е. Мравинский).

## Структура
В сочинении четыре части:
1. Ноктюрн;
2. Скерцо;
3. Пассакалья;
4. Бурлеска.

Продолжительность звучания - около 40 минут.

## Состав оркестра
Деревянные духовые
Piccolo (= Flauto III)

2 Flauti

2 Oboi

Corno inglese (= Oboe III)

2 Clarinetti (B)

Clarinetto basso (B) (=Clarinetto III-B)

2 Fagotti

Contrafagotto (= Fagotto III)

Медные духовые
4 Corni (F)

Tuba

Ударные
Timpani

Tamburino

Tam-tam

Silofono

Celesta

2 Arpe

Струнные
Violini I - II

Viole

Violoncelli

Contrabassi